# تشيرنوغولوفكا
تشيرنوغولوفكا (بالروسية: Черноголовка) هي إحدى مدن روسيا في الكيان الفدرالي الروسي موسكو أوبلاست.

## توأمة
لتشيرنوغولوفكا اتفاقيات توأمة مع:
- نويبيبيرغ (1992 - )